# Зонирование территорий радиоактивного загрязнения после Чернобыльской аварии
Зонирование территорий радиоактивного загрязнения после Чернобыльской аварии по уровням плотности радиоактивного загрязнения почвы и ожидаемым эффективным дозам облучения населения является одним из важнейших элементов социальной и радиационной защиты.

## Первоначальное зонирование территории в СССР
Первоначальная зона эвакуации в период выброса радионуклидов из аварийного реактора Чернобыльской АЭС (ЧАЭС) в 1986 году образовалась в результате волевых решений на основе географического признака («циркульная» 30-километровая зона вокруг ЧАЭС). На начальном этапе аварии до 7 мая 1986 года было эвакуировано 99195 человек из 113 населенных пунктов (НП) в том числе 11358 человек из 51 сельского НП Беларуси и 87837 человек из 62 населенных пунктов Украины. Анализ оперативных данных о радиационной обстановке, проведенный в мае 1986 года, показал, что территория радиоактивного загрязнения, где требуются комплексные меры радиационной защиты, далеко выходит за пределы 30-километровой зоны вокруг ЧАЭС. Для целей стратегического планирования радиационной защиты населения Минздравом СССР был установлен временный годовой предел эффективной дозы облучения в 100 мЗв1 на период с 26 апреля 1986 года по 25 апреля 1987 года (50 мЗв — от внешнего и 50 мЗв — от внутреннего облучения в течение первого года после аварии). Для практической реализации концепции аварийного зонирования были введены производные уровни, согласующиеся с основным дозовым критерием и соответствующими дозовыми квотами:
- по внешнему облучению было предложено использовать среднее значение мощности эквивалентной дозы гамма-излучения на открытой местности, приведенное к 10 мая 1986 г. (считалось, что в ближней зоне уменьшение мощности дозы со временем в течение первого года будет происходить по степенному закону с показателем степени, равным — 0,75):

1. 20 мР.ч−1 — зона отчуждения, территория, с которой население эвакуировалось навсегда;
2. 5-20 мР.ч−1 — зона временной эвакуации, территория, на которую предполагалось вернуть жителей по мере нормализации радиационной обстановки;
3. 3-5 мР.ч−1 — зона жесткого контроля, территория, с которой проводился организованный вывоз детей и беременных в чистые районы страны на летний период 1986 г;

- по внутреннему облучению в конце мая было предложено использовать среднюю плотность поверхностного загрязнения почвы в населенном пункте долгоживущими биологически значимыми нуклидами 137Cs > 15 Ки×км−2. (555 кБк.м−2), 90Sr > 3 Ки×км−2 (111 кБк.м−2), 239,240Pu > 0,1 Ки×км−2 (3,7 кБк.м−2). Официальное информационное обеспечение такого зонирования было осуществлено к началу июля 1986 года Госкомгидрометом СССР, после утверждения карт радиоактивного загрязнения[2].

(1 — аналогичная величина дозового предела в 100 мЗв, рекомендуемая МКРЗ, была использована при эвакуации населения после аварии на АЭС Фукушима-1 в 2011 году.)
Основным критерием для принятия решения об эвакуации населения была мощность эквивалентной дозы гамма-излучения в воздухе 5 мР.ч−1 (около 50 мкЗв.ч−1) и не из всех населенных пунктов с плотностью загрязнения 137Cs > 15 Ки×км−2. (555 кБк.м−2) было эвакуировано население в 1986 году. В отдаленных населенных пунктах России население было переселено в 1988 году, а в Беларуси и Украине переселение продолжалось в 1991—1996 годах.
Подготовленные Минздравом и Госкомгидрометом СССР предложения по эвакуации населения и его радиологической защите были направлены в Оперативную группу Политбюро ЦК КПСС, Правительственную комиссию и республиканские Минздравы. Итогом обсуждения явились два Постановления ЦК КПСС и Совета Министров СССР от 22 августа 1986 г. Однако окончательные решения имели отличия от первоначальных предложений. В этих постановлениях были зафиксированы зона отселения, зона дополнительного отселения, зона жесткого контроля, входящие в указанные зоны НП и перечень мер по социальной защите граждан, проживающих в них.
Предписывалось провести отселение из одного села Украины, 29 деревень Беларуси (южные районы Гомельской области) — 7350 человек и 4 НП России — 186 человек. Обобщенная характеристика отселенных в 1986 году территорий и эвакуированных НП приведена в Таблице 1. В удаленных от ЧАЭС районах Беларуси и России массовое отселение не предполагалось. Однако к этому вопросу пришлось вернуться в конце 1988 года в рамках разработки концепции «предела дозы за жизнь» — 350 мЗв. Отказ от отселения в 1986 году удаленных НП, характеризующихся плотностью загрязнения свыше 1,5 МБк.м−2, был ошибочным и оказал дополнительное влияние на рост социально-психологической напряженности в последующие годы.
Таблица 1. Сводные данные об отселенных в 1986 году территориях и эвакуированных населенных пунктах (зона эвакуации).
| Зона отчуждения | Площадь, км2 | Кол-во населенных пунктов | Численность населения, чел. |
| Беларусь        | 1542         | 108                       | 24725                       |
| Россия          |              | 4                         | 186                         |
| Украина         | 2157         | 75                        | 91406                       |
| Всего           | 3699         | 187                       | 116317                      |

В последующие годы эти же критерии по плотности загрязнения радионуклидами территории, использовавшиеся для зоны эвакуации в 1986 году, были использованы без изменений и дополнительных обоснований в союзном и республиканских Законах о правовом режиме территорий, социальной защите пострадавших граждан и соответствующих концепциях для определения границ зоны отселения, отчуждения и обязательного переселения.

## Критерии зонирования территорий 1991 года
Союзная концепция 1991 года в качестве основного критерия зонирования устанавливала среднегодовую эффективную эквивалентную дозу от аварийных выпадений 1 мЗв год−1, ниже которой не требовалось каких-либо вмешательств.
С 1991 года этим критериям был придан законодательный долговременный характер. Установленные названия для этих зон отражали наиболее актуальный аспект — возможность проживания людей на загрязненных территориях. В законах трех стран зоны отличались названиями («с правом на отселение», «обязательного отселения», «первоочередного отселения», «последующего отселения», «гарантированного добровольного отселения», «эвакуации», «отчуждения», «проживания с периодическим радиационным контролем», «усиленного радиологического мониторинга»), но не по существу (Таблицы 2-4).
Таблица 2. Критерии зонирования в Республике Беларусь.
| Наименование зоны                                      | Эффективная доза, мЗв×год-1 | Плотность загрязнения, кБк×м-2 (Ки×км-2) | Плотность загрязнения, кБк×м-2 (Ки×км-2) | Плотность загрязнения, кБк×м-2 (Ки×км-2) |
| Наименование зоны                                      | Эффективная доза, мЗв×год-1 | 137Cs | 90Sr | 238,239, 240Pu |
| Зона проживания с периодическим радиационным контролем | менее 1 | 37–185 (1–5) | 5,55–18,5 (0.15–0.5) | 0,37–0,74 (0.01–0.02) |
| Зона с правом на отселение                             | 1–5 | 185–555 (5–15) | 18,5–74 (0.5–2) | 0,74–1,85 (0.02–0.05) |
| Зона последующего отселения                            | свыше 5 | 555–1480 (15–40) | 74–111 (2–3) | 1,85–3,7 (0.05–0.1) |
| Зона первоочередного отселения                         | – | ≥1480 (≥40) | ≥ 111 (≥3) | ≥ 3,7 (≥0.1) |
| Зона эвакуации (отчуждения)                            | территория вокруг ЧАЭС, с которой в 1986 году было эвакуировано население (30-км зона и территория, с которой проведено дополнительное отселение в связи плотностью загрязнения почв стронцием-90 более 3 Ки×км-2 и плутонием-238, 239, 240 – более 0.1 Ки×км-2) | территория вокруг ЧАЭС, с которой в 1986 году было эвакуировано население (30-км зона и территория, с которой проведено дополнительное отселение в связи плотностью загрязнения почв стронцием-90 более 3 Ки×км-2 и плутонием-238, 239, 240 – более 0.1 Ки×км-2) | территория вокруг ЧАЭС, с которой в 1986 году было эвакуировано население (30-км зона и территория, с которой проведено дополнительное отселение в связи плотностью загрязнения почв стронцием-90 более 3 Ки×км-2 и плутонием-238, 239, 240 – более 0.1 Ки×км-2) | территория вокруг ЧАЭС, с которой в 1986 году было эвакуировано население (30-км зона и территория, с которой проведено дополнительное отселение в связи плотностью загрязнения почв стронцием-90 более 3 Ки×км-2 и плутонием-238, 239, 240 – более 0.1 Ки×км-2) |

Таблица 3. Критерии зонирования в Российской Федерации.
| Наименование зоны                                      | Эффективная доза, мЗв×год−1                                                                      | Плотность загрязнения, кБк×м−2 (Ки×км−2)                                                         | Плотность загрязнения, кБк×м−2 (Ки×км−2)                                                         | Плотность загрязнения, кБк×м−2 (Ки×км−2)                                                         |
| Наименование зоны                                      | Эффективная доза, мЗв×год−1                                                                      | 137Cs                                                                                            | 90Sr                                                                                             | 239, 240Pu                                                                                       |
| Проживания с льготным социально-экономическим статусом | менее 1                                                                                          | 37-185 (1-5)                                                                                     | -                                                                                                | -                                                                                                |
| Проживания с правом на отселение                       | 1-5                                                                                              | 185-555 (5-15)                                                                                   | -                                                                                                | -                                                                                                |
| Отселения                                              | свыше 5                                                                                          | >555 (>15)                                                                                       | >111 (>3)                                                                                        | >3.7 (>0.1)                                                                                      |
| Отчуждения                                             | часть территории Российской Федерации, с которой в 1986 и в 1987 гг. было эвакуировано население | часть территории Российской Федерации, с которой в 1986 и в 1987 гг. было эвакуировано население | часть территории Российской Федерации, с которой в 1986 и в 1987 гг. было эвакуировано население | часть территории Российской Федерации, с которой в 1986 и в 1987 гг. было эвакуировано население |

Таблица 4. Критерии зонирования в Украине.
| № зоны | Наименование зоны                             | Расчетная эффективная доза2, мЗв×год−1                        | Плотность загрязнения изотопами, кБк×м−2 (Ки×км−2)4           | Плотность загрязнения изотопами, кБк×м−2 (Ки×км−2)4           | Плотность загрязнения изотопами, кБк×м−2 (Ки×км−2)4           |
| № зоны | Наименование зоны                             | Расчетная эффективная доза2, мЗв×год−1                        | цезия                                                         | стронция                                                      | плутония3                                                     |
| 4      | Зона усиленного радиоэкологического контроля4 | при условии, что СГЭД > 0.5                                   | 37-185 (1-5)                                                  | 0.74-5,55 (0.02-0.15)                                         | 0,185-0,37 (0.005-0.01)                                       |
| 3      | Зона гарантированного добровольного отселения | СГЭД >1                                                       | 185-555 (5-15)                                                | 5,55-111 (0.15-3)                                             | 0,37-3,7 (0.01-0.1)                                           |
| 2      | Зона безусловного (обязательного) отселения5  | СГЭД >5                                                       | ≥ 555 (≥15)                                                   | ≥111 (≥3)                                                     | ≥3,7 (≥ 0.1)                                                  |
| 1      | Зона отчуждения                               | Территория, с которой было эвакуировано население в 1986 году | Территория, с которой было эвакуировано население в 1986 году | Территория, с которой было эвакуировано население в 1986 году | Территория, с которой было эвакуировано население в 1986 году |

2 — сверх доаварийного уровня;
3 — в Законе не оговариваются, какие изотопы плутония, хотя активность 241Pu в 1991 году превышала активность альфа-излучающих радиоизотопов плутония (238-240Pu) почти в 40 раз;
4 — часть населенных пунктов была отнесена к 4-й зоне не по радиологическим критериям, а по социально-экономическим факторам;
5 — на 2006 год только на 20 % отнесенной к этой зоне территории плотность загрязнения по 137Cs превышала 555 кБк×м−2.
В отсутствии данных об эффективных дозах облучения населения на 1991 год основным радиационным критерием для определения границы зон радиоактивного загрязнения был принят уровень плотности загрязнения 137Cs местности — 555 кБк.м−2, 185 кБк.м−2 и 37 кБк.м−2, а не доза облучения населения.

## Зоны радиоактивного загрязнения
По состоянию на 1 января 2021 г. в зонах радиоактивного загрязнения находилось 2162 населенных пункта, в 2041 из них проживало 1071.5 тыс. человек, что составляет около 11,5 % всего населения Республики Беларусь (Таблица 5).
Таблица 5. Распределение количества НП Республики Беларусь и численности проживающего в них населения по зонам радиоактивного загрязнения по состоянию на 1 января 2021 г.
| Наименование зоны                                      | Количество населенных пунктов | Численность населения, тыс. чел |
| Зона последующего отселения                            | 7                             | 1.5                             |
| Зона с правом на отселение                             | 317                           | 94.1                            |
| Зона проживания с периодическим радиационным контролем | 1717                          | 975.9                           |
| Итого                                                  | 2041                          | 1071.5                          |

Официальный перечень, утвержденный в 2015 году, включает 3864 населенных пунктов в 14 субъектах Российской Федерации, находящихся в границах зон радиоактивного загрязнения вследствие катастрофы на Чернобыльской АЭС  (Таблица 6). Правительством выбран «мягкий сценарий» сокращения численности населенных пунктов, который учитывает не только сложившуюся радиационную обстановку, но и социально-экономические условия на пострадавших территориях.
Таблица 6. Распределение количества НП Российской Федерации и численности проживающего в них населения по зонам радиоактивного загрязнения по состоянию на 2015 год.
| Зона радиоактивного загрязнения                        | Количество населенных пунктов | Численность населения, тыс. чел |
| Отчуждения                                             | 4                             | 0,186                           |
| Отселения                                              | 26                            | 8,4                             |
| Проживания с правом на отселение                       | 233                           | 178,1                           |
| Проживания с льготным социально-экономическим статусом | 3594                          | 1329,2                          |
| Всего                                                  | 3857                          | 1515,9                          |

1991 г. Постановлением Кабинета министров Украины № 106   2293 населенных пункта в 72 районах 12 областей Украины были отнесены к четырем зонам радиоактивного загрязнения согласно законам Украины — Таблица 7. Перечень населенных пунктов Украины, отнесенных к зонам радиоактивного загрязнения содержится в Постановлении Кабинета министров № 106 на сайте Верховной Рады Украины. Общее количество населения, проживающего в зонах радиоактивного загрязнения 12 областей Украины на 01.01.2007 г., составляло 2.15 млн человек, включая 460000 детей до 18 лет.
Таблица 7. Распределение количества НП Украины и численности проживающего в них населения по зонам радиоактивного загрязнения по состоянию на 01.01.2008 г.
| Наименование зоны                             | Количество населенных пунктов | Численность населения, чел | Площадь, тыс. км2 |
| Зона отчуждения                               | 76                            | 120                        | 2,122             |
| Зона безусловного (обязательного) отселения   | 86                            | 9040                       | 2,003             |
| Зона гарантированного добровольного отселения | 841                           | 637230                     | 22,619            |
| Зона усиленного радиоэкологического контроля6 | 1290                          | 1645540                    | 26,710            |
| Итого                                         | 2293                          | 2291930                    | 53,454            |

6 — 4-я зона усиленного радиоэкологического контроля была ликвидирована 28 декабря 2014 года Закон Украины № 76-VIII Про внесення змін та визнання такими, що втратили чинність, деяких законодавчих актів України (Відомості Верховної Ради (ВВР), 2015, № 6, ст.40).

## Прогноз изменения радиологической обстановки и перспективы использования территорий, пострадавших в результате Чернобыльской аварии
В соответствии с нормативными правовыми документами по зонированию территорий радиоактивного загрязнения после Чернобыльской аварии, критериями перехода пострадавших территорий и населения к условиям нормальной жизнедеятельности (по радиологическому фактору) в Беларуси, России и Украине в настоящее время является не превышение:
- величины установленных национальных пределов средних годовых эффективных доз (СГЭД) облучения населения;
- величины плотности загрязнения территории чернобыльскими радионуклидами;
- допустимых уровней содержания радионуклидов в продукции.

### Республика Беларусь
За послеаварийный период произошло значительное улучшение радиационной обстановки на территории Беларуси, подвергшейся радиоактивному загрязнению в результате катастрофы на Чернобыльской АЭС. С 1986 по 2014 год в результате распада радионуклидов площадь территории Беларуси, загрязненной 137Cs с уровнем выше 37 кБк×м-2 (1 Ки×км-2), уменьшилась с 46.5 до 30.1 тыс. км2 или в 1.6 раза и   загрязненной 90Sr с уровнем выше 5.5 кБк×м-2 (выше 0.15 Ки×км-2), уменьшилась с 21.1 до 13.3 тыс. км2 или в 1.5 раза. Количество населенных пунктов на территории радиоактивного загрязнения сократилось в 1.5 раза, а количество проживающего там населения – в 1.9 раза. Существенно уменьшилось количество населенных пунктов, где средняя годовая доза облучения населения превышает законодательно установленный предел – 1.0  мЗв×год-1. По прогнозу в ближайший период к нормальным условиям жизнедеятельности по радиационному фактору возможно возвращение 203 населенных пунктов и жителей из зоны проживания с периодическим радиационным контролем. На этих территориях стабильно обеспечивается производство нормативно чистой сельскохозяйственной продукции, средние годовые эффективные дозы облучения населения значительно ниже законодательно принятого дозового предела, отсутствуют ограничения по ведению разных видов хозяйственной деятельности.
Территория зоны эвакуации (отчуждения) в Беларуси составляет 170 тыс. га. Практически на всей этой территории в 1998 году был создан Полесский государственный радиационно-экологический заповедник, который функционирует согласно законодательству, как государственное природоохранное научно-исследовательское учреждение. В него входят также прилегающие отселенные после 1986 года территории и, в настоящее время площадь заповедника составляет 216.4 тыс. га. Создание заповедника можно рассматривать как элемент реабилитации территории, поскольку кроме природоохранного статуса на части его территории разрешена и ведется экспериментально-хозяйственная деятельность.
К 2056 году прогнозируется сокращение количества населенных пунктов, отнесенных к зонам радиоактивного загрязнения, до 1030  (таблица 8).
Таблица 8. Прогноз изменения количества населенных пунктов в Республике Беларусь, расположенных в зонах радиоактивного загрязнения, на период до 2056 года
| Год  | Плотность радиоактивного загрязнения, кБк×м-2 (Ки×км-2) | Плотность радиоактивного загрязнения, кБк×м-2 (Ки×км-2) | Плотность радиоактивного загрязнения, кБк×м-2 (Ки×км-2) | Плотность радиоактивного загрязнения, кБк×м-2 (Ки×км-2) | Плотность радиоактивного загрязнения, кБк×м-2 (Ки×км-2) | Плотность радиоактивного загрязнения, кБк×м-2 (Ки×км-2) |
| Год  | 137Cs                                                   | 137Cs                                                   | 137Cs                                                   | 90Sr                                                    | 90Sr                                                    | 90Sr                                                    |
| Год  | 555-1480 (15-40)                                        | 185-555 (5-15)                                          | 37-185 (1-5)                                            | более 74 (более 2)                                      | 18.5-74 (0.5-2)                                         | 5.55-18.5 (0.15-0.5)                                    |
| 2006 | 25                                                      | 552                                                     | 2484                                                    | -                                                       | 125                                                     | 863                                                     |
| 2010 | 22                                                      | 506                                                     | 1915                                                    | -                                                       | 116                                                     | 554                                                     |
| 2015 | 13                                                      | 361                                                     | 1817                                                    | -                                                       | 96                                                      | 526                                                     |
| 2020 | 8                                                       | 294                                                     | 1748                                                    | -                                                       | 66                                                      | 462                                                     |
| 2025 | 6                                                       | 228                                                     | 1664                                                    | -                                                       | 51                                                      | 414                                                     |
| 2030 | 2                                                       | 174                                                     | 1593                                                    | -                                                       | 36                                                      | 354                                                     |
| 2040 | -                                                       | 95                                                      | 1312                                                    | -                                                       | 15                                                      | 259                                                     |
| 2050 | -                                                       | 57                                                      | 1161                                                    | -                                                       | 5                                                       | 212                                                     |
| 2056 | -                                                       | 21                                                      | 1030                                                    | -                                                       | -                                                       | 144                                                     |

Территория зоны эвакуации (отчуждения) в Беларуси составляет 188.5 тыс. га. На всей этой территории в 1988 году был создан Полесский государственный радиационно-экологический заповедник, который функционирует согласно законодательству, как государственное природоохранное научно-исследовательское учреждение. В его состав входят также прилегающие отселенные после 1986 года территории и, в настоящее время площадь заповедника составляет 217.2 тыс. га.

### Российская Федерация
К 2006 году площадь загрязнения 137Cs территории России выше 37 кБк×м-2 уменьшилась с 65 тыс. км2 (по состоянию на 1986 год) примерно в 2 раза, а к 2046 г. составит около 12.53 тыс. км2. В связи с улучшением радиационной обстановки площади загрязненных лесов в 2006 году составили около 1.1 млн. га, а к 2056 году сократятся до 0.3 млн. га. Площадь загрязненных сельскохозяйственных земель с плотностью загрязнения свыше 37 кБк×м-2 сократилась к 2007 г. на 33.7%, в том числе по Брянской области на 40%, Калужской на 17.4, Орловской на 36.9 и Тульской на 28.5%  .
С учетом радиационной обстановки на 1 июня 2012 года МЧС России был подготовлен проект перечня, включавший 2407 населенных пункта в зонах радиоактивного загрязнения с численностью жителей 1056.4 тыс. чел. Таким образом, к условиям нормальной жизнедеятельности могло быть возвращено 2002 населенных пункта, т.е. около 54% населенных пунктов, отнесенных к зонам радиоактивного загрязнения. Этот перечень реалистично отражал сложившуюся радиационную ситуацию, однако с учетом социально-экономических проблем в регионах не был утвержден правительством.
Площадь выведенных из оборота земель в РФ с плотностью загрязнения 137Cs свыше 1480 кБк×м-2 уменьшилась и составляет в настоящее время 5.45 тыс. га, т.е. по критерию плотности загрязнения на 11.65 тыс. га может быть возвращено в хозяйственное использование.
Среди сельскохозяйственных земель, временно выведенных из землепользования, около 25% представляют отдельные участки, расположенные в границах действующих сельскохозяйственных предприятий. Плотность загрязнения таких участков варьирует от 200 до 600 кБк/м2. В 2011-2015 гг. на этих участках проведены реабилитационные работы на площади более 3.9 тыс. га, в результате которых полученная продукция (многолетние травы, зернобобовые, озимая пшеница, озимая рожь) соответствует санитарно-гигиеническим нормативам или ветеринарным требованиям. В настоящее время готовится официальное решение по возвращению данных земель в хозяйственный оборот. 
К 2056 году прогнозируется существенное сокращение количества населенных пунктов (таблица 9), отнесенных к зонам радиоактивного загрязнения, - до 984, а числа проживающих в них жителей - до 413.6 тыс. человек (соответственно, в 4.2 и в 3.8 раза по отношению к уровню 2006 г.). При этом преобладающая часть населения (более 95% общей численности населения, проживающего в зонах радиоактивного загрязнения) в 2056 году будет проживать в зоне льготного социально-экономического статуса Брянской и Тульской областей.
Таблица 9. Прогноз изменения количества населенных пунктов в Российской Федерации, расположенных в зонах радиоактивного загрязнения, на период до 2056 г.
| Зона радиоактивного загрязнения                        | 2006 | 2011 | 2016 | 2026 | 2036 | 2046 | 2056 |
| Отчуждения                                             | 2    | 2    | 1    | 1    | -    | -    | -    |
| Отселения                                              | 116  | 84   | 60   | 30   | 16   | 12   | 5    |
| Проживания с правом на отселение                       | 377  | 345  | 315  | 264  | 205  | 147  | 97   |
| Проживания с льготным социально-экономическим статусом | 3014 | 2647 | 2374 | 1811 | 1396 | 1130 | 882  |
| Всего                                                  | 3509 | 3076 | 2749 | 2105 | 1617 | 1289 | 984  |

### Украина
По состоянию на 1986 год 42.8 тыс. км2 территории Украины были загрязнены 137Cs выше 40 кБк×м-2. В настоящее время за счет радиоактивного распада 137Cs эта площадь уменьшилась более чем в 2 раза, но при этом 26,7 тыс. км2 территории Украины остаются отнесенными к трем зонам радиоактивного загрязнения. 
28 декабря 2014 года в результате внесения изменений в Законы Украины «О правовом режиме территории…» и «Социальной защите граждан…» наибольшая 4-я зона усиленного радиоэкологического контроля, в которой проживало большинство пострадавшего населения, была ликвидирована. 
После Чернобыльской аварии в Украине с территории площадью 4.1 тыс. км2, включая 2.0 тыс. км2 за пределами 30-км зоны отчуждения, было отселено население и прекращена или в значительной степени ограничена традиционная хозяйственная деятельность. Согласно нормативным правовым актам в 1986-1994 годах были исключены из использования в Украине 158 300 гас сельскохозяйственных угодий, из которых за пределами современной зоны отчуждения под управлением ДАЗВ (зона отчуждения по состоянию на 1986 год частью территории зоны безусловного (обязательного) отселения -  2-я зона Киевской области, из которой было переселено население – 2.6 тыс. км2) - 101300 га. Часть территорий Украины была выведена из хозяйственного пользования не по радиологическим критериям, а исходя из сложившихся на то время социально-экономических условий. В зоне безусловного (обязательного) отселения (2-я зона) превышение плотности загрязнения 137Cs выше 555 кБк×м-2 наблюдалось только на 25% выведенной территории по состоянию на 2011 г. Следовательно, более 75% территории 2-й зоны может быть возвращено в хозяйственное использование.
По данным дозиметрической паспортизации 2011-2012 гг. менее чем в 26 населенных пунктах Житомирской и Ровенской областей среднегодовая эффективная доза облучения населения превышала допустимый уровень в 1 мЗв. При этом основной вклад в облучение населения давала доза за счет внутреннего облучения, обусловленная потреблением местного молока с содержанием 137Сs выше допустимого уровня (100 Бк×л-1). Таким образом, в настоящее время применение защитных мероприятий для возвращения их к нормальной жизни требуется в менее чем в 26 радиоактивно загрязненных населенных пунктах Украины из 927, относящихся к зонам радиоактивного загрязнения.
В настоящее время в Украине реализуется политика по использованию отчужденных после Чернобыльской аварии территорий в качестве радиоэкологических заповедников. С этой целью на наиболее загрязненной территории 2-й зоны Народического района Житомирской области по Указу № 1038 Президента Украины от 11 декабря 2009 г., был создан заповедник «Древлянский» площадью 30 872.84 га. Чернобыльский радиационно-экологический биосферный заповедник на большей части ЧЗО (226 964,7 га) был создан через 30 лет после аварии в апреле 2016 года.
Анализ радиологической обстановки в ближней 10-км части зоны отчуждения показывает, что из-за высоких плотностей загрязнения территории долгоживущими альфа-излучающими радионуклидами 239-240Pu (более 3.7 кБк/м2), а также наличия мест расположения радиационно-опасных объектов (ЧАЭС и др.) данная территория в ближайшем обозримом бедующем будет непригодна для проживания населения. В связи с этим, на базе проведенного анализа, с учетом существующей нормативно-правовой базы Украины, положений международных стандартов безопасности и документов Европейского Союза рассматривается возможность создания на этой территории зоны специального промышленного использования с исключительным “бессрочным” статусом непригодности для проживания населения. 